# ボストン・オペラ・カンパニー

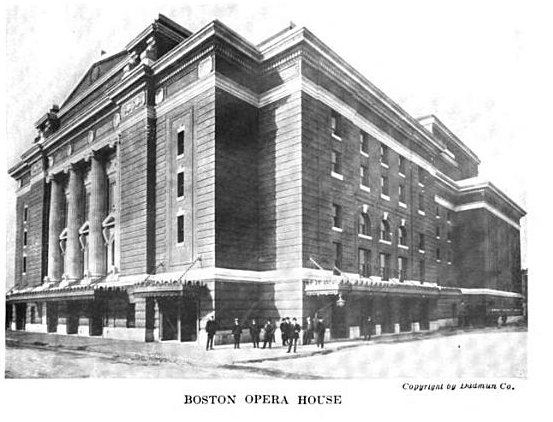
1913年頃、ボストン・オペラ・ハウス

ボストン・オペラ・カンパニー（英語: Boston Opera Company; BOC）は、アメリカ合衆国マサチューセッツ州ボストンで1909年から1915年に活動していたオペラ・カンパニー。

## 歴史
1908年、地元の裕福なイーベン・ダイアー・ジョーダン・ジュニアと興行主ヘンリー・ラッセルにより創立された。オペラの熱心なファンでアマチュア歌手のジョーダンは百貨店の後継者であり、最初の3年間は経済的支援を行なっていた。また財政難により何年も完成が遅れていたボストン・オペラ・ハウスにも資金を提供して完成させた。
ラッセルはヨーロッパにてタレント・マネージャーおよびオペラ演出を務めたことがあり、1906年から1909年、ラッセルのツアー・オペラ・カンパニーのサン・カルロ・オペラ・カンパニー (SCOC) はツアー公演のない時はボストンを拠点としていた。アリス・ニールセン、リリアン・ノーディカ、フロレンチオ・コンスタンティノ、ルイーズ・ホーマーのようにSCOCの多くのアーティストは基本的に新たに創立されたボストン・オペラ・カンパニーのツアー・カンパニーとしても活動していた。1909年11月8日、ボストン・オペラ・ハウスのこけら落し公演としてアミルカレ・ポンキエッリの『ラ・ジョコンダ』を上演し、ノーディカがタイトル・ロール、ホーマーがチェーカ役を演じた。
6年間の活動の間、地元の作曲家フレデリック・コンヴァースの『欲望のパイプ』、『生け贄』など幅広い作品を上演していた。フェリックス・ワインガルトナーの指揮により芸術的に称賛されていたが、ジョーダンの支援が終了すると財政難に陥り、1915年5月11日、破産を宣告した。

## 著名な歌手
- メアリー・ガーデン
- ルイーズ・ホーマー
- ジョルジェット・ルブラン
- ネリー・メルバ
- 三浦環